# Ong Bee Eng Joyce
Ong Bee Eng Joyce es una deportista malasia que compitió en taekwondo. Ganó dos medallas en el Campeonato Asiático de Taekwondo en los años 1986 y 1988.

## Palmarés internacional
| Campeonato Asiático | Campeonato Asiático | Campeonato Asiático | Campeonato Asiático |
| Año                 | Lugar               | Medalla             | Categoría           |
| ------------------- | ------------------- | ------------------- | ------------------- |
| 1986                | Darwin (Australia)  | Medalla de bronce   | –65 kg              |
| 1988                | Katmandú ()         | Medalla de plata    | –65 kg              |